# 矢吹勉
矢吹 勉（やぶき つとむ、1963年 - ）は、日本のアニメ監督、演出家、アニメーター。福島県出身。
東京デザイナー学院在学中にアニメ業界へ。スタジオ・セブン、みゆきプロ、ネオメディア、OH!プロダクション、ケイエスエスを経て1998年フリーになる。

## 概要
『宇宙戦艦ヤマト』を始めとするアニメブームに浸って育ち、アニメーターを志す。
初動画は『未来警察ウラシマン』。初原画は『亜空大作戦スラングル』。
作画を7年経験した後『デビルマン - 妖鳥死麗濡編』から演出に転向。演助進行からスタート。初演出は『CBキャラ 永井豪ワールド』。初絵コンテは『美味しんぼ』の第63話「愛の納豆」。
演出に転向後も演出、原画をこなしながら演出助手を5年間続けた。
『はっぴぃセブン 〜ざ・テレビまんが〜』でテレビシリーズ初監督を務める。
現在でも第一原画を描く事が多い。
作品傾向を選ばず何でもこなすが、女子を可愛らしく描くことを得意としプロモーションビデオ等も手がける。

## 主な参加作品

### テレビアニメ
1985年
- 小公女セーラ（原画）
- 宇宙船サジタリウス（原画）

1991年
- どろろんぱっ!（絵コンテ・演出）

1992年
- ヤダモン（絵コンテ）

1993年
- 恐竜惑星（絵コンテ・演出）
- しましまとらのしまじろう（絵コンテ・演出）

1994年
- 超くせになりそう（絵コンテ・演出）
- ジーンダイバー（絵コンテ）
- キャプテン翼J（演出）

1995年
- 愛天使伝説ウェディングピーチ（絵コンテ・演出）
- 十二戦支 爆烈エトレンジャー（絵コンテ）

1999年
- 超特急ヒカリアン（絵コンテ）

2000年
- ニャニがニャンだーニャンダーかめん（2000年 - 2001年、演出）
- ブギーポップは笑わない Boogiepop Phantom（演出）
- モンスターファーム〜伝説への道〜（絵コンテ・演出）
- 遊☆戯☆王デュエルモンスターズ（絵コンテ）

2001年
- あぃまぃみぃ!ストロベリー・エッグ（絵コンテ）
- おとぎストーリー 天使のしっぽ（絵コンテ・演出（3話Aパート、8話Bパート）

aaaa年
- 天使のしっぽ Chu!（絵コンテ・演出）

2004年
- BURN-UP SCRAMBLE（第一原画）

2005年
- はっぴぃセブン 〜ざ・テレビまんが〜（監督・絵コンテ・演出）

2006年
- LEMON ANGEL PROJECT（絵コンテ・演出）
- Soul Link（絵コンテ）
- 吉永さん家のガーゴイル（絵コンテ・演出）
- 彩雲国物語（絵コンテ）
- つよきす Cool×Sweet（絵コンテ）
- すもももももも 地上最強のヨメ（演出・第一原画）
- はぴねす!（絵コンテ）

2007年
- ひとひら（絵コンテ）
- この青空に約束を― 〜ようこそつぐみ寮へ〜（監督・絵コンテ・演出）

2008年
- シゴフミ（演出）
- 狼と香辛料（絵コンテ）
- かのこん（演出）

2009年
- TYTANIA -タイタニア-（絵コンテ）
- 鋼の錬金術師 FULLMETAL ALCHEMIST（絵コンテ・演出・第一原画）
- NEEDLESS（絵コンテ）

2010年
- いちばんうしろの大魔王（演出）

2011年
- スーパーロボット大戦OG -ジ・インスペクター-（演出）
- 神のみぞ知るセカイII（絵コンテ）
- NO.6（第一原画）
- 真剣で私に恋しなさい!!（第一原画）

2014年
- M3〜ソノ黒キ鋼〜（演出）
- ヤマノススメ セカンドシーズン（絵コンテ・演出・第一原画）

2015年
- アクエリオンロゴス（絵コンテ・演出・第一原画）
- アイドルマスター シンデレラガールズ（演出）
- ONE PIECE 〜アドベンチャー オブ ネブランディア〜（演出）

2016年
- マクロスΔ（演出）
- 終末のイゼッタ（演出）

2017年
- 終末なにしてますか? 忙しいですか? 救ってもらっていいですか?（絵コンテ・演出）
- ゲーマーズ!（絵コンテ）
- タイムボカン 逆襲の三悪人（絵コンテ）

2021年
- のんのんびより のんすとっぷ（演出）

2023年
- 便利屋斎藤さん、異世界に行く（演出）
- 老後に備えて異世界で8万枚の金貨を貯めます（演出）

2025年
- ＃コンパス2.0 戦闘摂理解析システム（演出）

### 劇場アニメ
1980年代
- はれときどきぶた（1987年、原画）
- 宇宙皇子 地上編（1988年、原画）
- キキとララの青い鳥（1989年、原画）

1990年代
- 走れメロス（1992年、原画）
- ユンカース・カム・ヒア（1992年、原画）
- 土俵の鬼たち（1993年、原画）
- とつぜん!ネコの国 バニパルウィット（1998年、演出）

2000年代
- あした元気にな〜れ! 半分のさつまいも（2005年、絵コンテ・演出）

### OVA
1980年代
- デビルマン 誕生編（1987年、原画）

1990年代
- デビルマン 妖鳥死麗濡編（1990年、助監督）
- CBキャラ 永井豪ワールド（1991年、演出）
- 下級生（1997年、絵コンテ・演出・OP演出）
- 淫獣 ねらわれたアイドル （1997年、監督）
- YU-NO（1999年、絵コンテ）

2000年代
- 遙かなる時空の中で2-白き龍の神子-（2004年、絵コンテ）
- HAPPY★LESSON THE FINAL（2004年、レイアウト作監）

2010年代
- エア・ギア 黒の羽と眠りの森 -Break on the sky-（2011年、演出・第一原画）
- HELLSING（2011年、演出）
- スパイペンギン（2012年、エピソードディレクション）

### Webアニメ
- ケータイ少女（2006年、監督、絵コンテ、演出、第一原画）
- 亡念のザムド（2008年、絵コンテ・演出）

### ゲーム
- 双恋（2004年、イベント画面レイアウト）